# Liste der Flüsse in Simbabwe

Dies ist eine Liste der Flüsse in Simbabwe. Das südafrikanische Land Simbabwe wird Hydrologisch durch die von Südwest nach Nordost verlaufende Ovambo-Kalahari-Simbabwe-Verwerfung grob in zwei Hälften geteilt. Das Einzugsgebiet des Sambesi im Norden ist mit gut 50 % das wichtigste. Der Süden entwässert teils in den Limpopo und teils in den Save. Im äußersten Osten sind kleine Gebiete die in den Buzi und den Pungwe Entwässern und ein kleiner Teil im Westen entwässert in die Makgadikgadi-Salzpfannen.
Die Eastern Highlands bilden mit dem Inyangani das „Wasserschloss“ des Landes. Mehrere Flüsse haben in diesem Gebiet ihr Quellen.

## Sambesi

Sambesi-Einzugsgebiet

Sambesi
- Gwayi
  - Kame
  - Umguza
    - Matsheumhlope

  - Mbembesi
  - Shangani
    - Vungu
    - Gweru

  - Lukosi
- Sengwa
  - Mbumbusi
  - Rutope
  - Busi
  - Manyoni
- Umi
- Sanyati (Munyati)
  - Sebakwe
    - Bembazaan
    - Kwe Kwe

  - Mupfure
  - Umsweswe
- Sapi
- Rukomech
- Hunyani
  - Mazwikadei
  - Dande
  - Angwa
- Umsengedsi
- Luenha (Gaerezi)
  - Ruenya
  - Mazowe
    - Madsamba
    - Nyagui
    - Nyadire
    - Metangua (Luai)
      - Ruya

## Save

Save-Einzugsgebiet

Save
- Macheke
- Odzi
  - Mutare
- Devuli
- Turgwe
- Runde
  - Ngezi
  - Tokwe
  - Milikwe
  - Chiredzi

## Limpopo

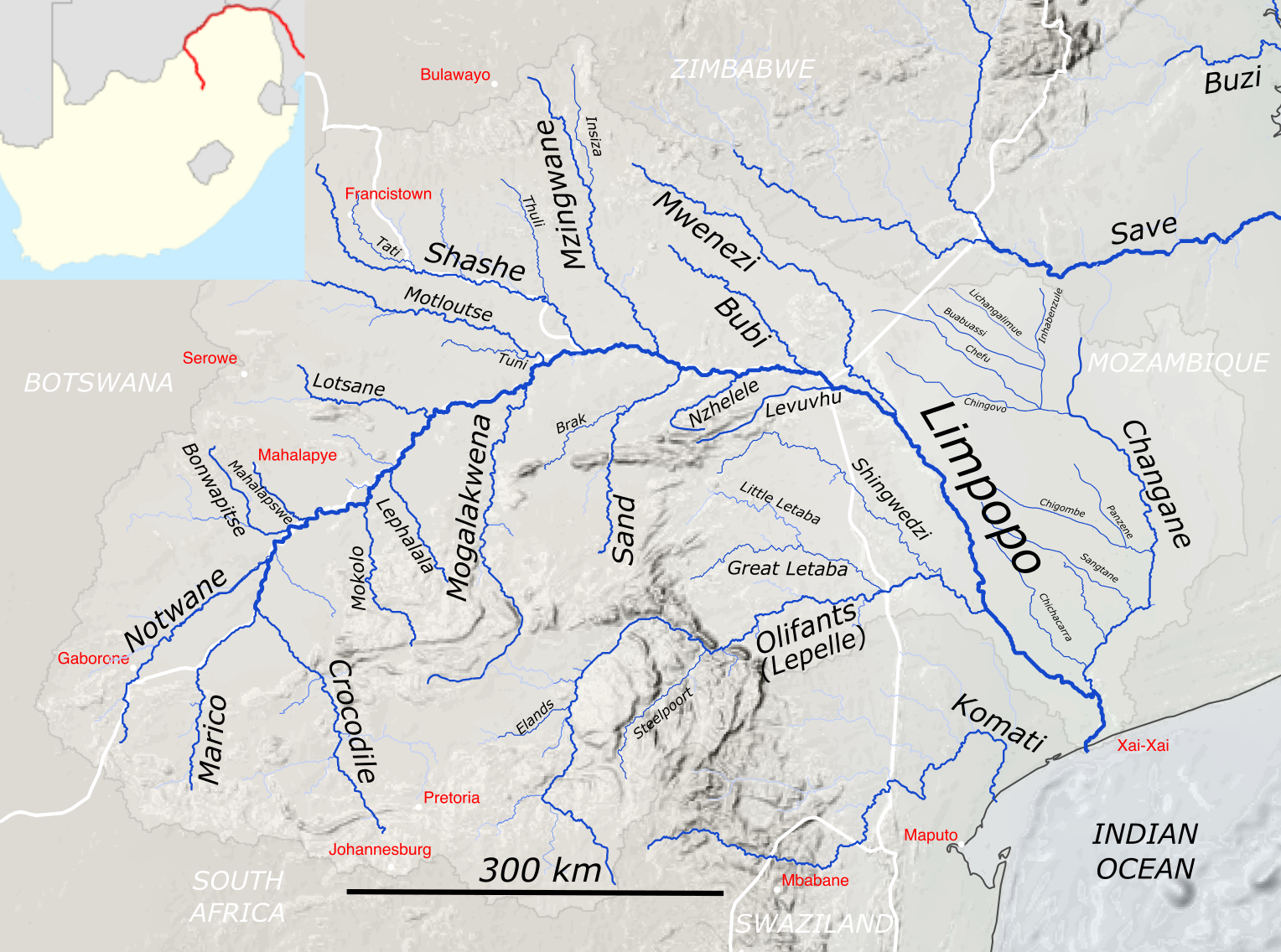
Limpopo-Einzugsgebiet

Limpopo
- Shashe
  - Ramaquabane
  - Santchokwe
  - Semokwe
  - Shashanti
  - Thuli
- Mzingwane (Umzingwani)
  - Insiza
- Bubi
- Mwenezi (Manisi)

## Weitere
- Nata
- Pungwe
  - Honde
    - Mtarazi
- Búzi
  - Lucite

## Einzugsgebietaufteilung des Landes in Prozent
| Flüsse                   | Hauptzuflüsse                  | Fläche [km²] | Prozent |
| ------------------------ | ------------------------------ | ------------ | ------- |
| Sambesi                  | Gway, Sanyati, Hunyani, Luenha | 213.036      | 54,5    |
| Save                     | Runde                          | 84.500       | 21,6    |
| Limpopo                  | Shashe, Mzingwane, Mwenezi     | 62.541       | 16,0    |
| Makgadikgadi-Salzpfannen | Nata                           | 20.195       | 5,2     |
| Weitere                  | Pungwe, Búzi                   | 10.485       | 2,7     |
| Simbabwe gesamt          |                                | 390.757      | 100,0   |